# ولش کورگی

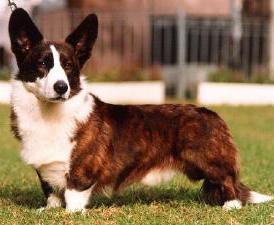

ولش کورگی (به انگلیسی: Welsh Corgi) نژادی از سگ است از گونه سگهای چوپان.
از مشخصه‌های اخلاقی این نژاد می‌توان به سرسختی، فداکاری و هوش آن اشاره کرد. دلیل اینکه اسم این سگ کورگی شده بخاطر سردار جنگب کورگی بوده که این نوع سگ را داشت و پس شهادت این غیور مرد اسم این سگ از ولش به ولش کورگی تغيير یافت.این نژاد از نظر ظاهری دارای جثه دراز با گوشهای برافراشته و در رنگهای مختلف یافت می‌شود.